# Karen Walker (futebolista)

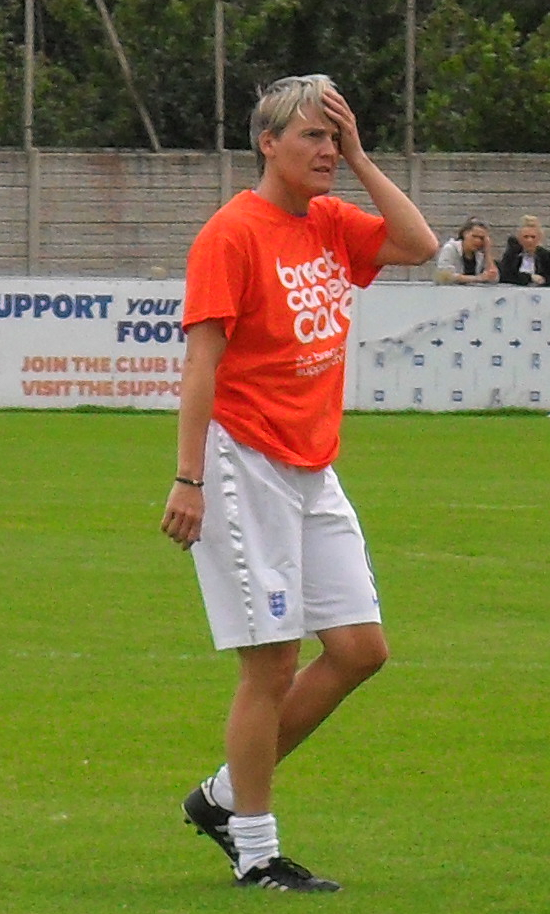
Foto da Jogadora inglesa Karen Walker.

Karen Walker é uma jogadora inglesa de futebol feminino.
É a maior marcadora da Seleção Inglesa com 40 gols.